# Помареш (Пиньел)
Помареш (порт. Pomares) — район (фрегезия) в Португалии, входит в округ Гуарда. Является составной частью муниципалитета Пиньел. По старому административному делению входил в провинцию Бейра-Алта. Входит в экономико-статистический субрегион Бейра-Интериор-Норте, который входит в Центральный регион. Население составляет 184 человека на 2001 год. Занимает площадь 13,89 км².
Покровителем района считается Мария Магдалина (порт. Santa Maria Madalena).